# Duncan Bluff
Duncan Bluff är en bergstopp i Antarktis. Den ligger i Östantarktis. Australien gör anspråk på området. Toppen på Duncan Bluff är 1 114 meter över havet.
Terrängen runt Duncan Bluff är kuperad åt sydväst, men åt nordost är den bergig. Trakten är obefolkad. Det finns inga samhällen i närheten. 